# Ardon (rivière)
Pour les articles homonymes, voir Ardon.
L'Ardon est une petite rivière française qui coule dans le département de l'Aisne, dans la région des Hauts-de-France. C'est un affluent de l'Ailette en rive droite, donc un sous-affluent de la Seine par l'Oise.

## Géographie
L'Ardon prend naissance dans les bois situés au sud-est de la ville de Laon (bois du Sauvoir), dans le département de l'Aisne. 
Dès sa naissance, il adopte la direction du sud-ouest, orientation qu'il maintient jusqu'à la fin de son parcours d'un peu plus de 11 kilomètres.Il se jette dans l'Ailette en rive droite, à Royaucourt-et-Chailvet à la limite de Chaillevois, localité située sur le canal de l'Oise à l'Aisne entre Laon et Soissons.

### Communes et cantons traversées
Dans le seul département de l'Aisne, l'Ardon traverse ou longe les six communes suivantes, d'amont en aval, de Laon (source), Chivy-lès-Étouvelles, Étouvelles, Vaucelles-et-Beffecourt, Urcel, Royaucourt-et-Chailvet (confluence).
Soit en termes de cantons, l'Ardon prend source et conflue dans le même canton de Laon-1, mais traverse le canton de Laon-2, le tout dans l'arrondissement de Laon.

### Toponymes
Ardon sous Laon est un faubourg sud de Laon, et l'Ardon donne son hydronyme à la porte d'Ardon porte sud de la vieille ville de Laon.

### Bassin versant
L'Ardon traverse une seule zone hydrographique « L'Ailette de sa source au confluent du Marais de Montbavin (exclu) » (H022) de 277 km2 de superficie. Ce bassin versant est constitué à 48,26 % de « territoires agricoles », à 44,33 % de « forêts et milieux semi-naturels », à 6,67 % de « territoires artificialisés ». 

### Organisme gestionnaire
L'organisme gestionnaire est le Syndicat intercommunal de gestion de l'Ardon et de la moyenne Ailette, sis à Chivy-lès-Etouvelles qui compte vingt-quatre communes et est créé depuis le 7 mars 1968

## Affluent
L'Ardon a six affluents référencés  :
- le ruisseau du Sart Labbé (rd), 14 km qui draine l'ouest de Laon avec trois affluents et de rang de Strahler trois :
  - le Fossé du Marais (rd), 1 km
  - le Buse (rg), 2 km
  - le ruisseau des Morennes (rg), 5 km avec un affluent :
    - cours d'eau 02 de la commune de Clacy-et-Thierret 1 km
- le cours d'eau 02 de la commune de Presles-et-Thierry 6 km
- le ru de Polton (rg) 5 km qui s'appelle ru du Marais sur Géoportail sur les deux communes de Bruyères-et-Montbérault (source) et Laon (confluence) sans affluent.
- le cours d'eau 01 de la commune de Presles-et-Thierry 5 km avec deux affluents et de rang de strahler deux :
  - le fossé 01 de la commune de Nouvion-le-Vineux 3 km
  - le fossé 03 de la commune de Presles-et-Thierry 1 km
- le cours d'eau 01 de la commune de Laval-en-Laonnais 3 km avec trois affluents et de rang de Strahler deux :
  - le cours d'eau 01 de la commune de Nouvion-le-Vinieux 3 km
  - le fossé 01 de la commune d'Etouvelles 2 km
  - le Fossé 02 de la commune d'Etouvelles 1 km
- le Fossé 01 de la commune de Vaucelles-et-Beffecourt 2 km sans affluent.

### Rang de Strahler
Son rang de Strahler est donc de quatre par le ruisseau du Sart Labbé et le ruisseau des Morennes. 

## Hydrologie

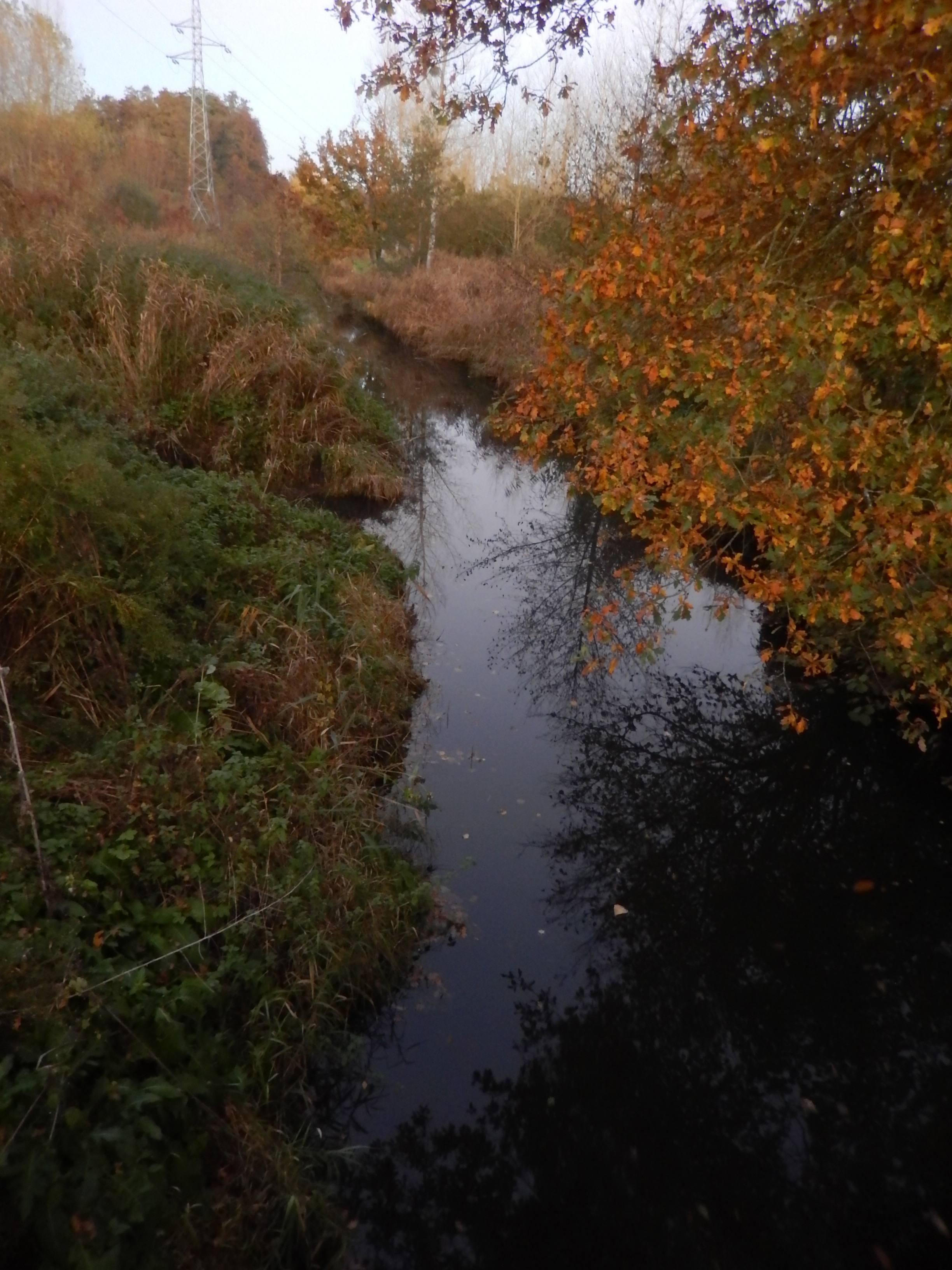
L'Ardon à Royaucourt-et-Chailvet à moins d'un km de la confluence avec l'Ailette

L'Ardon est une rivière abondante, plus que la moyenne de ses voisines. 

### L'Ardon à Chaillevois
Son débit a été observé durant une période de 17 ans (1985-2002), à Chaillevois, localité du département de l'Aisne située au niveau de son confluent avec l'Ailette. La surface ainsi étudiée est de 134 km2, soit la totalité du bassin versant de la rivière.
Le module de la rivière à Chaillevois est de 1,72 m3/s. 
L'Ardon présente des fluctuations saisonnières de débit assez marquées. Les hautes eaux se déroulent en hiver et au début du printemps et se caractérisent par des débits mensuels moyens allant de 2,20 à 3,32 m3/s, de décembre à avril inclus (avec un maximum très net en décembre et janvier). À partir de la fin du mois d'avril, le débit baisse progressivement jusqu'aux basses eaux de fin d'été qui ont lieu en août et en septembre, entraînant une  baisse du débit mensuel moyen jusqu'à 0,57 m3 au mois d'août. 

### Étiage ou basses eaux

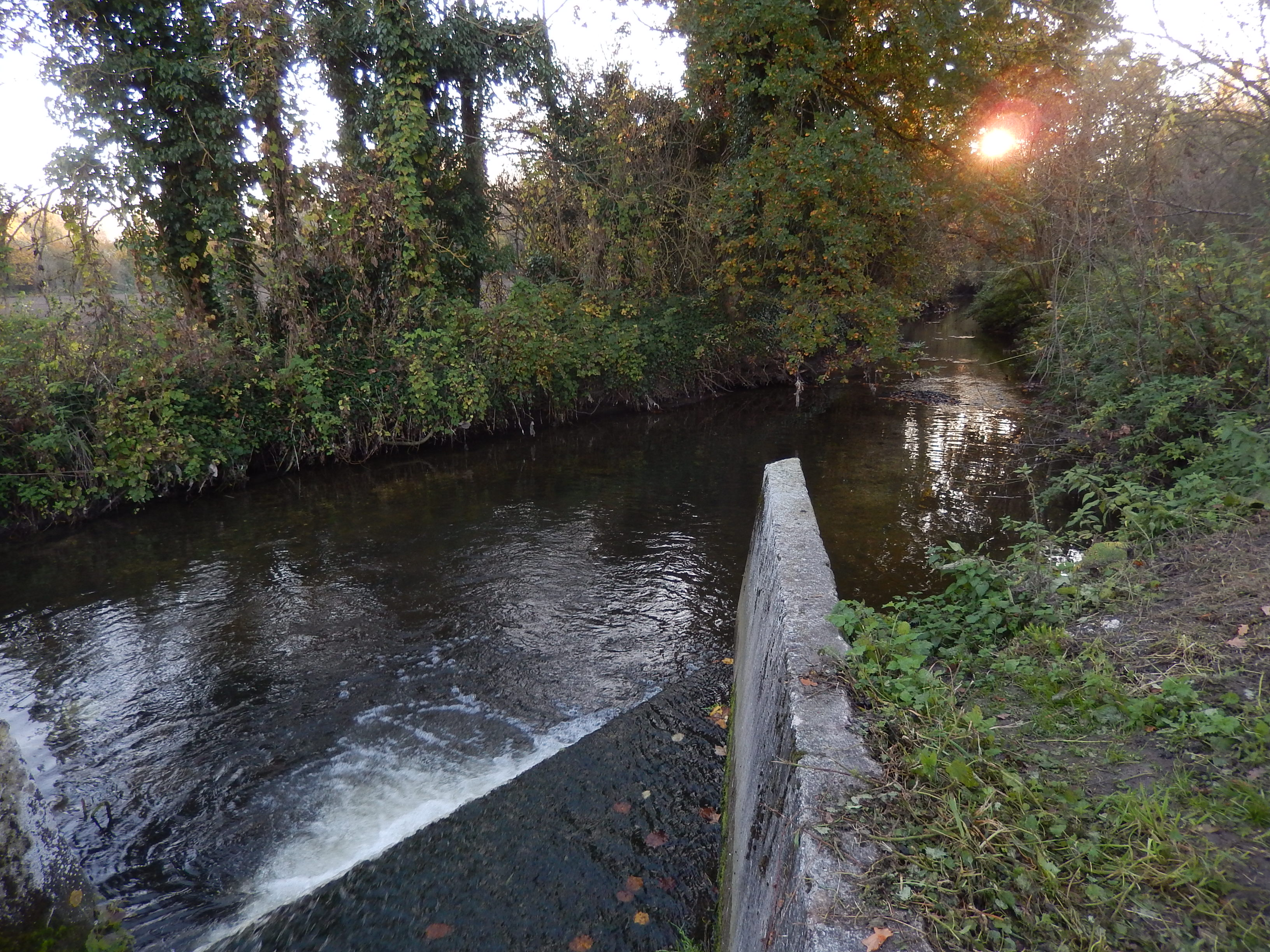
L'Ardon à Laon le 1er novembre 2015, à la confluence de la STEP

Aux étiages, le VCN3 peut chuter jusque 0,150 m3/s (150 litres/s), en cas de période quinquennale sèche, ce qui n'est pas trop sévère. 

### Crues
Les crues peuvent être assez importantes, compte tenu de la petitesse du bassin versant. La série des QIX n'a pas été calculée, mais la série des QJX l'a bien été. Les QJX 2 et QJX 5 valent respectivement 8 et 11 m3/s. Le QJX 10 ou débit calculé de crue journalière décennale est de 13 m3/s et le QJX 20 de 15 m3/s. Le QJX 50 n'a pas été calculé faute de durée d'observation suffisante. 
Le débit journalier maximal enregistré à Chaillevois a été de 14,1 m3/s le 6 décembre 1988. Si l'on compare cette valeur à l'échelle des QJ de la rivière, l'on constate que cette crue était nettement inférieure au niveau d'une crue vicennale, et donc pas du tout exceptionnelle.

### Lame d'eau et débit spécifique
L'Ardon est une rivière fort bien alimentée. La lame d'eau écoulée dans son bassin versant est de 405 millimètres annuellement, ce qui est largement supérieur à la moyenne d'ensemble de la France (320 millimètres par an), et aussi nettement plus élevé que la moyenne du bassin de la Seine (245 millimètres par an à Caudebec-en-Caux) et de l'Oise (243 millimètres par an). Le débit spécifique (ou Qsp) atteint 12,8 litres par seconde et par kilomètre carré de bassin.

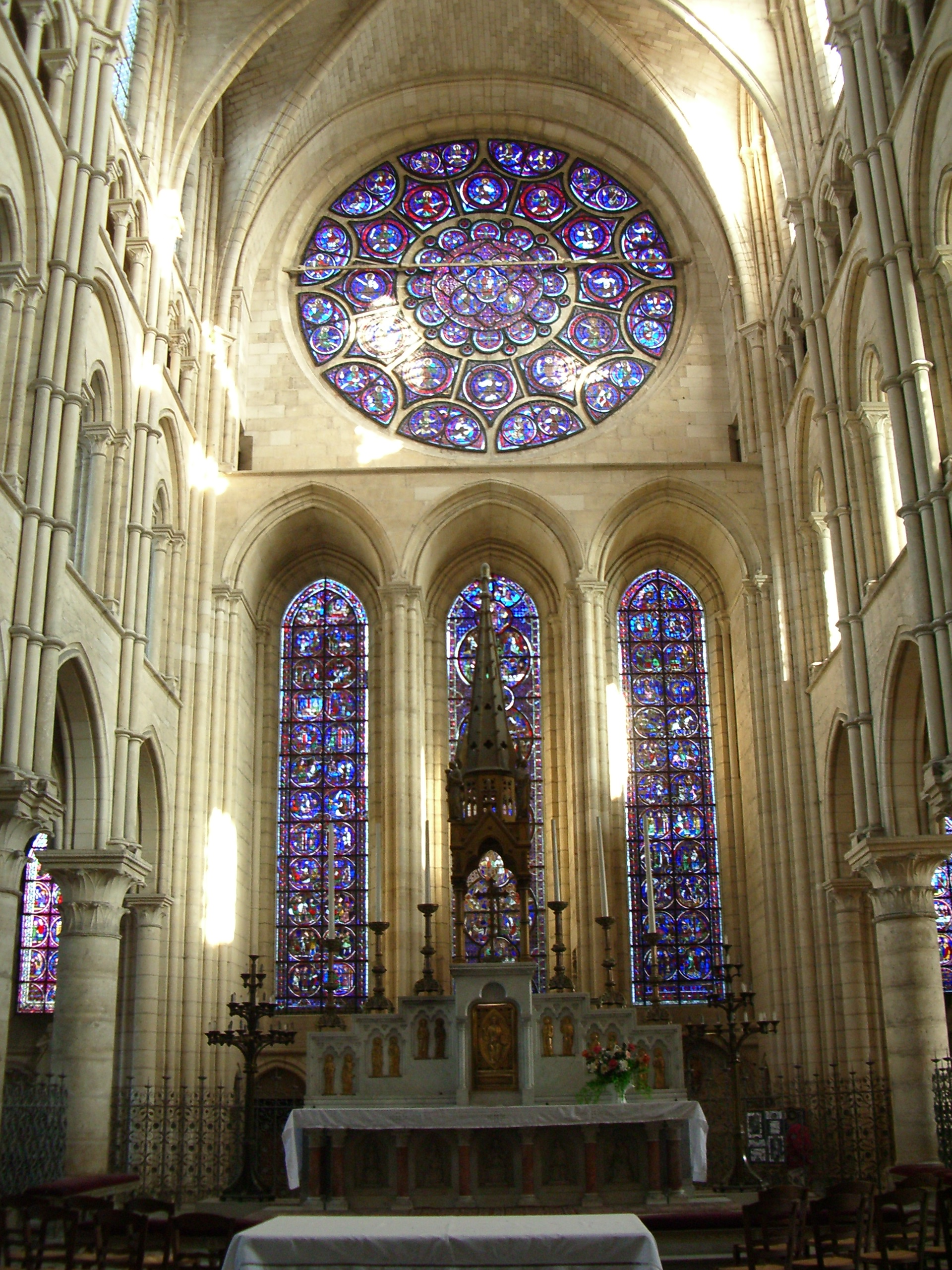
cathédrale Notre-Dame de Laon : vitraux

## Patrimoine - Curiosités - Tourisme

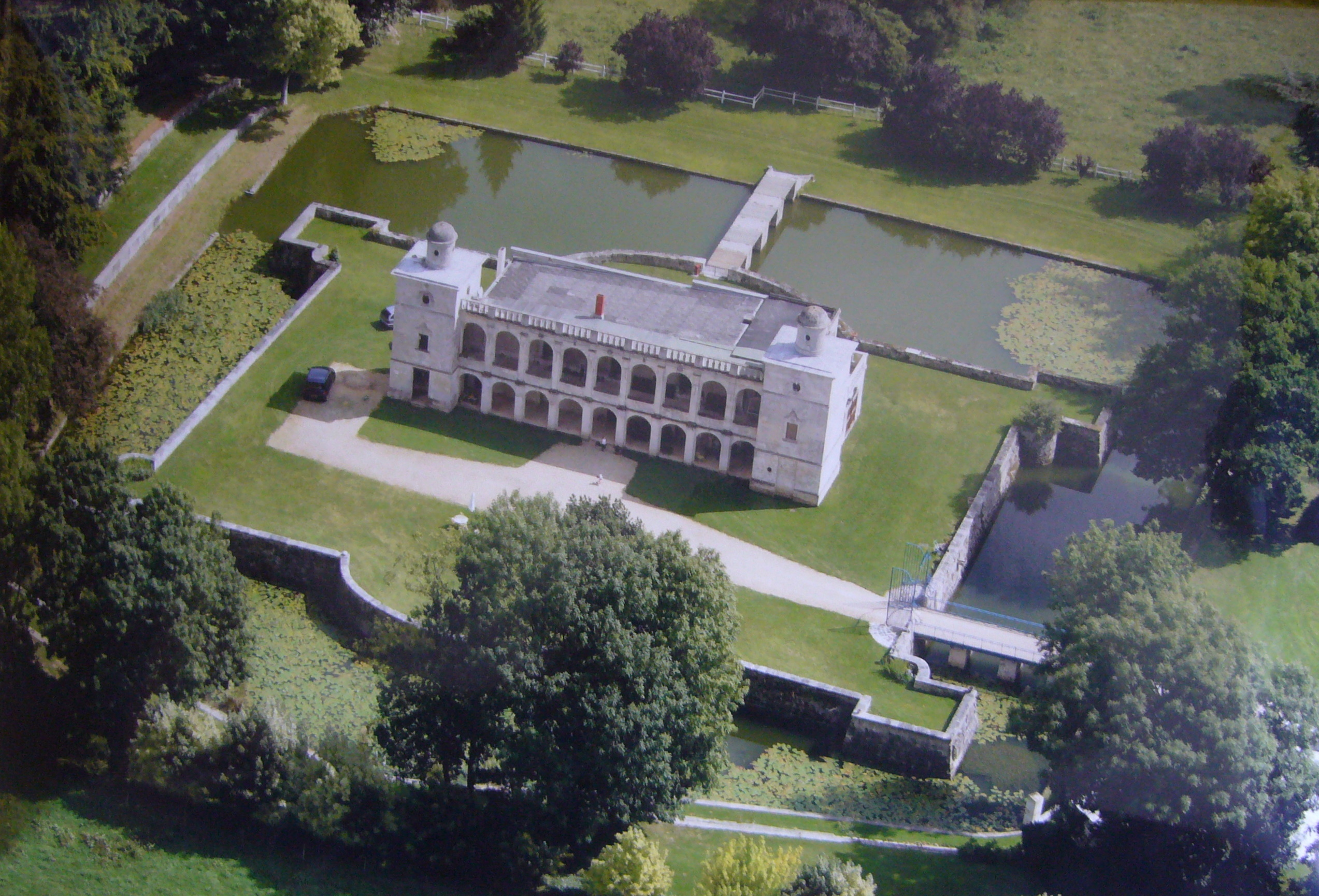
vue aérienne du Château de Chailvet.

- le château de Chailvet
- la cathédrale de Laon